# Acido ipocloroso
L'acido ipocloroso (HOCl o HClO) è un acido debole che si forma quando il cloro si dissolve in acqua e si dissocia parzialmente, formando ipoclorito, ClO-. HClO e ClO- sono ossidanti e i principali agenti di disinfezione delle soluzioni di cloro. L'acido ipocloroso non può essere isolato da queste soluzioni a causa del rapido equilibrio con il suo precursore. L'ipoclorito di sodio (NaClO) e l'ipoclorito di calcio (Ca(ClO)2) sono candeggianti, deodoranti e disinfettanti.
L'acido ipocloroso si trova naturalmente nei globuli bianchi dei mammiferi, compreso il corpo umano. Non è tossico ed è stato usato per molti anni come soluzione sicura per la cura delle ferite.
Quando disciolto in acqua, è stato riscontrato che l'acqua acida ipoclorosa ha forti proprietà disinfettanti. Per via di questo e per la sua non tossicità, è stato identificato come un utile detergente e disinfettante. È stato identificato dall'Agenzia statunitense per la protezione dell'ambiente come un disinfettante efficace contro il COVID-19, supportato da studi clinici.
A causa della sua capacità di penetrare nelle membrane dei patogeni, viene utilizzato anche come deodorante commerciale.

## Storia
L'acido ipocloroso fu scoperto nel 1834 dal chimico francese Antoine Jérôme Balard aggiungendo, a un palloncino di cloro gassoso, una sospensione diluita di ossido mercurico in acqua. Ha anche dato il nome all'acido e ai suoi composti.
Nonostante sia relativamente facile da realizzare, è difficile mantenere una soluzione stabile di acido ipocloroso. Solo negli ultimi anni gli scienziati sono stati in grado di produrre e mantenere l'acqua acida ipoclorosa per un uso commerciale stabile.

## Usi
- Nella sintesi organica, l'acido ipocloroso converte gli alcheni in cloridrine[9].
- In biologia, l'acido ipocloroso viene generato nei neutrofili attivati dalla perossidazione degli ioni cloruro mediata dalla mieloperossidasi e contribuisce alla distruzione dei batteri[10][11][12].
- In medicina, l'acqua acida ipoclorosa è stata utilizzata come disinfettante[3][4][5].
- Nella cura delle ferite[13][14][15] e dall'inizio del 2016 la Food and Drug Administration (FDA) statunitense ha approvato prodotti il cui principale ingrediente attivo è l'acido ipocloroso per l'uso nel trattamento di ferite e varie infezioni negli esseri umani e negli animali domestici. È anche approvato dalla FDA come conservante per soluzioni saline.
- Nella disinfezione, è stato utilizzato sotto forma di spray liquido, salviettine umidificate e applicazione aerosol. Studi recenti hanno dimostrato che l'acqua acida ipoclorosa è adatta per l'applicazione di nebbia e aerosol per camere di disinfezione e adatta per la disinfezione di ambienti interni come uffici, ospedali e cliniche sanitarie.[16]
- Nel servizio di ristorazione e nella distribuzione dell'acqua, a volte vengono utilizzate apparecchiature specializzate per generare soluzioni deboli di acido ipocloroso da acqua e sale per generare quantità adeguate di disinfettante sicuro (instabile) per trattare le superfici di preparazione degli alimenti e le riserve d'acqua[17][18]. È anche comunemente usato nei ristoranti per le sue caratteristiche non infiammabili e non tossiche.
- Nel trattamento delle acque, l'acido ipocloroso è il disinfettante attivo nei prodotti a base di ipoclorito (ad esempio utilizzati nelle piscine)[19].
- Allo stesso modo, nelle navi e negli yacht, i dispositivi sanitari marini[20] utilizzano l'elettricità per convertire l'acqua di mare in acido ipocloroso per disinfettare i rifiuti fecali macerati prima dello scarico in mare.
- Nella deodorizzazione, l'acido ipocloroso è stato testato per rimuovere fino al 99% dei cattivi odori tra cui immondizia, carne marcia, servizi igienici, feci e odori di urina.

## Formazione, stabilità e reazioni
L'aggiunta di cloro all'acqua produce sia acido cloridrico (HCl) che acido ipocloroso (HOCl):
{\displaystyle {\ce {Cl2\ +\ H2O\leftrightarrows HClO\ +\ HCl}}}
{\displaystyle {\ce {Cl2\ +\ 4OH^{-}\leftrightarrows 2ClO^{-}\ +\ 2H2O\ +\ 2e^{-}}}}
{\displaystyle {\ce {Cl2\ +\ 2e^{-}\leftrightarrows 2Cl^{-}}}}
Quando gli acidi vengono aggiunti ai sali acquosi di acido ipocloroso (come l'ipoclorito di sodio in una soluzione di candeggina commerciale), la reazione risultante viene spinta a sinistra e si forma cloro gassoso. Pertanto, la formazione di candeggina a base di ipoclorito stabile è facilitata dalla dissoluzione del gas di cloro in soluzioni acquose basiche, come l'idrossido di sodio.
L'acido può anche essere preparato sciogliendo il monossido di dicloro in acqua; in condizioni acquose standard, l'acido ipocloroso anidro è attualmente impossibile da preparare a causa dell'equilibrio facilmente reversibile tra esso e la sua anidride:
{\displaystyle {\ce {2HOCl\leftrightarrows Cl2O\ +\ H2O\,\,\,}}} con {\displaystyle K(\mathrm {a\,0^{\circ }C} )=3,55\times 10^{-3}\,\mathrm {dm^{3}\,mol^{-1}} }
La presenza di ossidi di metalli leggeri o di transizione come gli ossidi di rame, nichel o cobalto accelera la decomposizione esotermica in acido cloridrico e ossigeno:
{\displaystyle {\ce {2Cl2\ +\ 2H2O->4HCl\ +\ O2}}}

### Reazioni fondamentali
In soluzione acquosa, l'acido ipocloroso si dissocia parzialmente nell'anione ipoclorito ClO−:
{\displaystyle {\ce {HOCl\leftrightarrows ClO^{-}\ +\ H^{+}}}}
I sali dell'acido ipocloroso sono chiamati ipocloriti. Uno degli ipocloriti più noti è l'ipoclorito di sodio [NaClO), il principio attivo della candeggina.
L'acido ipocloroso è un ossidante più forte del cloro in condizioni standard:
{\displaystyle {\ce {2HClO_{(aq)}\ +\ 2H^{+}\ +\ 2e^{-}\leftrightarrows Cl2_{(g)}\ +\ 2H2O\,\,\,\,}}} con {\displaystyle E=+1,63\,\mathrm {V} }
L'acido ipocloroso reagisce con acido cloridrico per formare cloro:
{\displaystyle {\ce {HOCl\ +\ HCl->H2O\ +\ Cl2}}}
L'acido ipocloroso reagisce con l'ammoniaca per formare monoclorammina:
{\displaystyle {\ce {NH3\ +\ HOCl->NH2Cl\ +\ H2O}}}
HOCl può anche reagire con le ammine organiche, formando N-cloroammine.
L'acido ipocloroso esiste in equilibrio con la sua anidride; monossido di dicloro.
{\displaystyle {\ce {2HOCl\leftrightarrows Cl2O\ +\ H2O\,\,\,}}} con {\displaystyle K(\mathrm {a\,0^{\circ }C} )=3,55\times 10^{-3}\,\mathrm {dm^{3}\,mol^{-1}} }

## Reattività di HClO con biomolecole
L'acido ipocloroso reagisce con un'ampia varietà di biomolecole, inclusi il DNA e l'RNA, gruppi di acidi grassi, colesterolo e proteine.

### Reazione con gruppi solfidrilici proteici
Una ricerca ha portato alla luce che l'acido ipocloroso è un inibitore solfidrilico che, in quantità sufficiente, potrebbe inattivare completamente le proteine contenenti gruppi solfidrilici. Questo perché l'acido ipocloroso ossida i gruppi solfidrilici, portando alla formazione di legami disolfuro che possono provocare reticolazione delle proteine. Il meccanismo dell'ossidazione del solfidrile da parte dell'acido ipocloroso è simile a quello della monoclorammina e può essere solo batteriostatico, poiché una volta esaurito il cloro residuo, è possibile ripristinare una certa funzione solfidrilica. Un amminoacido contenente un gruppo solfidrile può eliminare fino a quattro molecole di acido ipocloroso. Coerentemente con ciò, è stato proposto che i gruppi solfidrilici di amminoacidi contenenti zolfo possono essere ossidati per un totale di tre volte da tre molecole di acido ipocloroso, con la quarta che reagisce con il gruppo α-amminico. La prima reazione produce acido solfenico (R–S-OH), quindi acido solfinico (R–SO2H) e infine acido solfonico R–SO3H. Gli acidi solfenici formano disolfuri con un altro gruppo proteico solfidrilico, causando reticolazione e aggregazione delle proteine. I derivati dell'acido solfinico e dell'acido solfonico sono prodotti solo ad alti eccessi molari di acido ipocloroso e i disolfuri si formano principalmente a livelli battericidi. I legami disolfuro possono anche essere ossidati da acido ipocloroso ad acido solfinico. Poiché l'ossidazione di solfidrili e disolfuri fa evolvere l'acido cloridrico, questo processo provoca l'esaurimento di acido ipocloroso.

### Reazione con gruppi amminici proteici
L'acido ipocloroso reagisce prontamente con gli amminoacidi che hanno catene laterali del gruppo amminico, con il cloro contenuto in acido ipocloroso che sostituisce un idrogeno, risultando in una clorammina organica. Gli amminoacidi clorurati si decompongono rapidamente, ma le clorammine proteiche sono più longeve e conservano una certa capacità ossidativa. Un altro studio al riguardo ha concluso che la maggior parte delle clorammine organiche decadeva per riarrangiamento interno e che un minor numero di gruppi NH2 disponibili promuoveva l'attacco al legame peptidico, con conseguente scissione della proteina. È stato successivamente scoperto che sono necessari 10 mM o più di acido ipocloroso per frammentare le proteine in vivo. Coerentemente con questi risultati, è stato successivamente proposto che la cloramina subisse un riarrangiamento molecolare, rilasciando acido cloridrico e ammoniaca per formare un'aldeide. Il gruppo aldeidico può reagire ulteriormente con un altro gruppo amminico per formare una base di Schiff, causando reticolazione e aggregazione delle proteine.

### Reazione con DNA e nucleotidi
L'acido ipocloroso reagisce lentamente con il DNA e l'RNA così come con tutti i nucleotidi in vitro Il guanosina monofosfato (GMP) è il più reattivo perché l'acido ipocloroso reagisce sia con il gruppo NH eterociclico che con il gruppo amminico. In modo simile, il timidina monofosfato (TMP) con solo un gruppo NH eterociclico che è reattivo con acido ipocloroso è il secondo più reattivo. L'adenosina monofosfato (AMP) e il Citidinmonofosfato (CMP), che hanno solo un gruppo amminico lentamente reattivo, sono meno reattivi con acido ipocloroso. È stato segnalato che l'uridina monofosfato (UMP) è reattivo solo a un ritmo molto lento. I gruppi eterociclici NH sono più reattivi dei gruppi amminici e le loro clorammine secondarie sono in grado di donare il cloro. Queste reazioni probabilmente interferiscono con l'accoppiamento delle basi del DNA e, coerentemente con ciò, uno studio ha riportato una diminuzione della viscosità del DNA esposto ad acido ipocloroso simile a quella osservata con la denaturazione termica. Le porzioni zuccherine non sono reattive e la spina dorsale del DNA non è rotta. Il nicotinammide adenina dinucleotide (NADH) può reagire con TMP e UMP clorurati così come acido ipocloroso. Questa reazione può rigenerare UMP e TMP e si traduce nel derivato 5-idrossi di NADH. La reazione con TMP o UMP è lentamente reversibile per rigenerare acido ipocloroso. Una seconda reazione più lenta che provoca la scissione dell'anello piridinico si verifica quando è presente un eccesso di acido ipocloroso. NAD+ è inerte in acido ipocloroso.

### Reazione con i lipidi
L'acido ipocloroso reagisce con i legami insaturi nei lipidi, ma non con i legami saturi, e lo ione ClO− non partecipa a questa reazione. Questa reazione avviene per idrolisi con aggiunta di cloro a uno dei carboni e un idrossile all'altro. Il composto risultante è una cloridrina Il cloro polare interrompe i doppi strati lipidici e potrebbe aumentare la permeabilità. Quando si verifica la formazione di cloridrina nei doppi strati lipidici dei globuli rossi, si verifica una maggiore permeabilità. Potrebbero verificarsi interruzioni se si forma una quantità sufficiente di cloridrina Anche l'aggiunta di cloridrina preformata ai globuli rossi può influire sulla permeabilità. È stata osservata anche la cloridrina del colesterolo, ma non influisce notevolmente sulla permeabilità e si ritiene che il cloro Cl2 sia responsabile di questa reazione.

## Modalità di azione disinfettante
L'escherichia coli esposto all'acido ipocloroso perde vitalità in meno di 0,1 secondi a causa dell'inattivazione di molti sistemi vitali. L'acido ipocloroso ha una LD50 riportata di 0,0104–0,156 ppm e 2,6 ppm ha causato un'inibizione della crescita del 100% in 5 minuti. Tuttavia, anche la concentrazione richiesta per l'attività battericida dipende fortemente dalla concentrazione batterica.

### Inibizione dell'ossidazione del glucosio
Nel 1948, è stata proposta l'idea che l'inibizione dell'ossidazione del glucosio sia un fattore importante nella natura battericida delle soluzioni di cloro. Ha proposto che l'agente o gli agenti attivi si diffondano attraverso la membrana citoplasmatica per inattivare gli enzimi chiave contenenti sulfidrile nella via glicolitica. Questo studio è stato anche il primo a notare che le soluzioni di cloro (HOCl) inibiscono gli enzimi sulfidrilici. Studi successivi hanno dimostrato che, a livelli battericidi, i componenti del citosol non reagiscono con HOCl. In accordo con questo, una ricerca successiva ha scoperto che l'aldolasi, un enzima che lo studio precedentemente citato propone sarebbe inattivato, non è stato influenzato da HOCl in vivo. È stato inoltre dimostrato che la perdita di sulfidrili non è correlata all'inattivazione. Ciò lascia la domanda su quali siano le cause dell'inibizione dell'ossidazione del glucosio. La scoperta che HOCl blocca l'induzione della β-galattosidasi da parte del lattosio aggiunto ha portato a una possibile risposta a questa domanda. L'assorbimento di substrati radiomarcati da parte sia dell'idrolisi dell'adenosina trifosfato (ATP) che del co-trasporto di protoni può essere bloccato dall'esposizione ad acido ipocloroso prima della perdita di vitalità. Da questa osservazione, è stato proposto che l'acido ipocloroso blocchi l'assorbimento dei nutrienti inattivando le proteine di trasporto. La questione della perdita di ossidazione del glucosio è stata ulteriormente esplorata in termini di perdita della respirazione. Un altro studio ancora ha scoperto che la succinico deidrogenasi è stata inibita in vitro dall'acido ipocloroso, il che ha portato allo studio della possibilità che l'interruzione del trasporto di elettroni potesse essere la causa dell'inattivazione batterica. Successivamente è stato scoperto che HOCl distrugge i citocromi e i cluster ferro-zolfo e ha osservato che l'assorbimento di ossigeno è abolito dall'acido ipocloroso e i nucleotidi di adenina vengono persi. È stato anche osservato che l'ossidazione irreversibile dei citocromi era parallela alla perdita di attività respiratoria. Un modo per affrontare la perdita di assorbimento di ossigeno è stato lo studio degli effetti dell'acido ipocloroso sul trasporto di elettroni succinato-dipendente. Alcuni ricercatori hanno scoperto che i livelli di citocromi riducibili nelle cellule trattate con acido ipocloroso erano normali e queste cellule non erano in grado di ridurli. La succinato deidrogenasi è stata anche inibita da HOCl, interrompendo il flusso di elettroni all'ossigeno. Studi successivi hanno rivelato che l'attività dell'ubiquinolo ossidasi cessa prima e che i citocromi ancora attivi riducono il chinone rimanente. I citocromi passano quindi gli elettroni all'ossigeno, il che spiega perché i citocromi non possono essere riossidati, come osservato da un altro studio Tuttavia, questa linea di indagine è stata interrotta quando si è scoperto che l'inattivazione cellulare precede la perdita della respirazione utilizzando un sistema di miscelazione del flusso che ha consentito la valutazione della vitalità su scale temporali molto più piccole. Questo gruppo ha scoperto che le cellule in grado di respirare non potevano dividersi dopo l'esposizione ad acido ipocloroso.

### Deplezione dei nucleotidi di adenina
Dopo aver eliminato la perdita della respirazione, uno studio propone che la causa della morte possa essere dovuta a una disfunzione metabolica causata dall'esaurimento dei nucleotidi di adenina. Un diverso gruppo di ricercatori ha studiato la perdita di nucleotidi di adenina studiando la carica energetica delle cellule esposte ad acido ipocloroso e ha scoperto che le cellule esposte a tale acido non erano in grado di aumentare la loro carica energetica dopo l'aggiunta di nutrienti. La conclusione è stata che le cellule esposte hanno perso la capacità di regolare il loro pool di adenilati, sulla base del fatto che l'assorbimento dei metaboliti era carente solo del 45% dopo l'esposizione ad acido ipocloroso e l'osservazione che l'acido provoca l'idrolisi intracellulare dell'ATP. È stato inoltre confermato che, a livelli battericidi di acido ipocloroso, i componenti citosolici non sono interessati. Quindi è stato proposto che la modifica di alcune proteine di membrana si traduca in un'estesa idrolisi dell'ATP e questo, insieme all'incapacità delle cellule di rimuovere l'AMP dal citosol, deprime la funzione metabolica. Una proteina coinvolta nella perdita della capacità di rigenerare l'ATP è risultata essere l'ATP sintetasi. Gran parte di questa ricerca sulla respirazione riconferma l'osservazione che reazioni battericide rilevanti hanno luogo a livello della membrana cellulare.

### Inibizione della replicazione del DNA
Recentemente è stato proposto che l'inattivazione batterica da parte dell'acido ipocloroso sia il risultato dell'inibizione della replicazione del DNA. Quando i batteri sono esposti all'acido ipocloroso, c'è un declino precipitoso nella sintesi del DNA che precede l'inibizione della sintesi proteica ed è strettamente parallelo alla perdita di vitalità. Durante la replicazione del genoma batterico, l'origine della replicazione (oriC in E. coli) si lega alle proteine associate alla membrana cellulare ed è stato osservato che il trattamento con acido ipocloroso riduce l'affinità delle membrane estratte per oriC e questa diminuzione dell'affinità è anche parallela alla perdita di vitalità. Uno studio ha confrontato il tasso di inibizione dell'acido ipocloroso della replicazione del DNA di plasmidi con origini di replicazione diverse e ha scoperto che alcuni plasmidi mostravano un ritardo nell'inibizione della replicazione rispetto ai plasmidi contenenti oriC. Il gruppo di ricerca ha proposto che l'inattivazione delle proteine di membrana coinvolte nella replicazione del DNA sia il meccanismo d'azione dell'acido ipocloroso.

### Dispiegamento e aggregazione delle proteine
È noto che l'acido ipocloroso causa modifiche post-traduzionali alle proteine: le più importanti sono l'ossidazione della cisteina e della metionina. Un recente esame del ruolo battericida dell'acido ipocloroso ha rivelato che è un potente induttore di aggregazione proteica. Hsp33, un chaperone noto per essere attivato dallo stress termico ossidativo, protegge i batteri dagli effetti dell'acido ipocloroso agendo come una holdase, prevenendo efficacemente l'aggregazione proteica. I ceppi di escherichia coli e vibrio cholerae privi di Hsp33 sono stati resi particolarmente sensibili all'acido ipocloroso. Hsp33 ha protetto molte proteine essenziali dall'aggregazione e dall'inattivazione dovute all'acido ipocloroso, che è un probabile mediatore degli effetti battericidi dell'acido.

## Ipocloriti
Gli ipocloriti sono i sali dell'acido ipocloroso; gli ipocloriti commercialmente importanti sono l'ipoclorito di calcio e l'ipoclorito di sodio.

### Produzione di ipocloriti mediante elettrolisi
Le soluzioni di ipocloriti possono essere prodotte in situ mediante elettrolisi di una soluzione acquosa di cloruro di sodio in entrambi i processi batch e flow. La composizione della soluzione risultante dipende dal pH dell'anodo. In condizioni acide la soluzione prodotta avrà un'elevata concentrazione di acido ipocloroso, ma conterrà anche cloro gassoso disciolto, che può essere corrosivo, a pH neutro la soluzione sarà intorno al 75% di acido ipocloroso e al 25% di ipoclorito. Parte del gas di cloro prodotto si dissolverà formando ioni ipoclorito. Gli ipocloriti sono prodotti anche dalla disproporzione del gas di cloro in soluzioni alcaline.

## Sicurezza
L'acido ipocloroso è classificato come non pericoloso dall'Agenzia per la protezione ambientale negli Stati Uniti. Come qualsiasi agente ossidante può essere corrosivo o irritante a seconda della sua concentrazione e del pH. In un test clinico, l'acqua acida ipoclorosa è stata testata per l'irritazione degli occhi, l'irritazione della pelle e la tossicità, hanno concluso che non è tossica, non irritante per gli occhi e la pelle.
In uno studio recente, una soluzione igienica salina conservata con acido ipocloroso puro ha dimostrato di ridurre significativamente la carica batterica senza alterare la diversità delle specie batteriche sulle palpebre. Dopo 20 minuti di trattamento, si è verificata una riduzione >99% dei batteri degli stafilococchi.

## Commercializzazione
Per la disinfezione, nonostante sia stata scoperta molto tempo fa, la stabilità dell'acqua acida ipoclorosa è difficile da mantenere, in soluzione i principi attivi si deteriorano rapidamente tornando in acqua salata, perdendo la sua capacità disinfettante, quindi è stato difficile da trasportare per un ampio utilizzo. Nonostante le sue maggiori capacità disinfettanti dovute al costo, non è comunemente usato come disinfettante rispetto a candeggina e alcol.
Gli sviluppi tecnologici hanno ridotto i costi di produzione e consentono la produzione e l'imbottigliamento di acqua acida ipoclorosa per uso domestico e commerciale. Tuttavia, la maggior parte dell'acqua acida ipoclorosa ha una breve durata e non è adatta a conservarsi a lungo. Conservare lontano dal calore e dalla luce solare diretta può aiutare a rallentare il deterioramento. L'ulteriore sviluppo delle celle elettrochimiche a flusso continuo è stato implementato in nuovi prodotti, consentendo la commercializzazione di dispositivi a flusso continuo domestici e industriali per la generazione in situ di acido ipocloroso a fini di disinfezione.